# Hallett-Halbinsel
Die Hallett-Halbinsel ist eine dreieckige und kuppelförmige Halbinsel an der Borchgrevink-Küste des ostantarktischen Viktorialands. An der Ostseite ragen ihre Klippen bis zu 1500 m, im Westen bis zu 300 m auf. Die Halbinsel reicht vom Kap Hallett im Norden bis Kap Wheatstone im Südosten. Mit dem Festland ist sie über eine schmale Landbrücke zwischen dem Tucker-Gletscher und dem Edisto Inlet verbunden. Höchste Erhebung ist Mount Geoffrey Markham mit 1770 m.
Teilnehmer der New Zealand Geological Survey Antarctic Expedition benannten sie nach der am Kap Hallett errichteten Hallett-Station, deren Namensgeber Thomas Rawe Hallett († 1845) ist, ein Schiffsoffizier bei der britischen Antarktisexpedition (1839–1843) unter der Leitung von James Clark Ross.